# Ligament crico-pharyngien
Le ligament crico-pharyngien (ou ligament crico-corniculé de Luschka) est un ligament de l'articulation crico-aryténoïdienne située dans le larynx.

## Structure
Le ligament crico-pharyngien forme une bandelette fibreuse en Y. Il se situe sous la muqueuse pharyngée.
Il s'insère sur le bord supérieur de la lame du cartilage cricoïde et se divise en deux branches qui vont s'insérer sur les deux sommets des deux cartilages corniculés.